# Awake Remixes
Awake Remixes – remix album Awake, wydany 15 stycznia 2016 roku przez wytwórnię muzyczną Ghostly International jako digital download oraz LP w ograniczonym nakładzie.

## Muzyka albumu
Korzystając z powodzenia albumu Awake Tycho postanowił uzupełnić go zestawem remiksów, powierzając swoje utwory interpretacji różnych producentów muzycznych, którzy nadali im własny charakter, zachowując jednocześnie wszystkie ich podstawowe elementy. Otwierającemu album remixowi „Awake” Com Truise nadał synth-funkowe brzmienie, zachowując przy tym tempo i melodię oryginału. Podobnie postąpił Dusty Brown z melodią „L”, zachowując oryginał, a jedynie podkręcając rytm. Najbardziej zmieniony został spokojny „Dye”, który Nitemoves (pseudonim perkusisty Tycho, Rory’ego O’Connora) zmienił w pełen napięcia utwór jungle, z dynamicznymi breakbeatami w tle. Bibio wprowadził do „Spectre” swoją folkową gitarę, RJD2 przekształcił „Apogee” w spokojny instrumentalny funk, Baio wzbogacił „Plains” dodając do niego rytm i fragmenty wokalne, zaś Few Nolder ożywił utwór „Montana” dodając do niego rytm four-on-the-floor podbudowany jasnym, oscylującym brzmieniem syntezatorów.

## Lista utworów
Zestaw utworów na digital download:
| 1. | Awake (Com Truise Remix)            | 5:05  |
|    |                                     |       |
| 2. | Montana (Christopher Willits Remix) | 8:05  |
|    |                                     |       |
| 3. | L (Dusty Brown Remix)               | 4:24  |
|    |                                     |       |
| 4. | Dye (Nitemoves Remix)               | 5:32  |
|    |                                     |       |
| 5. | See (Beacon Remix)                  | 3:54  |
|    |                                     |       |
| 6. | Apogee (RJD2 Remix)                 | 4:40  |
|    |                                     |       |
| 7. | Spectre (Bibio Remix)               | 4:18  |
|    |                                     |       |
| 8. | Plains (Baio Remix)                 | 4:36  |
|    |                                     |       |
| 9. | Montana (Few Nolder Remix)          | 5:52  |
|    |                                     |       |
|    |                                     | 46:26 |
|    |                                     |       |

## Odbiór

### Krytyczny
Zdaniem Paula Simpsona z AllMusic Awake Remixes to „typowo eklektyczny zestaw utworów, od rozpalonego słońcem chillwave'u po nastrojowe techno”. Remikserzy zachowali w większości utworów ich oryginalne melodie, modyfikując jedynie instrumentarium utworów, by dostosować je do indywidualnych stylów. „Awake Remixes to przyjemna kolekcja, która w zasadzie nie ustępuje oryginalnemu albumowi”.
Robin Murray z magazynu Clash uważa, że z powodu szerokiego spektrum brzmień Awake Remixes jest zarówno fascynujący, jak i odrobinę nierówny. Choć nie do końca zachowuje spójność oryginału, jest jednak albumem „wartym poznania”i.

### Listy tygodniowe
| Kraj              | Lista                               | Pozycja |
| ----------------- | ----------------------------------- | ------- |
| Stany Zjednoczone | Dance/Electronic Albums (Billboard) | 3       |
| Stany Zjednoczone | Independent Albums (Billboard)      | 42      |